# HKK Čapljina
HKK Čapljina je hrvatski košarkaški klub iz Čapljine, Bosna i Hercegovina.

## Povijest
Klub je osnovan 1973. godine pod imenom KK Borac. Prve su susrete igrali na terenu pored škole. Godine 1974. uključuju se u natjecanje u Hercegovačkoj zoni.
Kroz svoje postojanje natjecao se u više natjecateljskih razreda. Najveći je doseg u bivšoj Jugoslaviji bio igranje B lige u Jugoslaviji.
Nakon ratnih događanja klub se ponovno aktivira pod nazivom HKK Čapljina i igra u Košarkaškoj ligi Herceg-Bosne. 1993./94. postala je prvi prvak Herceg-Bosne. Juniori su bili još uspješniji od seniora. Bili su više puta prvaci Herceg-Bosne.
U sezoni 2006./07. ulaze u Prvu ligu BiH kao prvaci Herceg-Bosne, ali već iduće sezone ispadaju u ligu Herceg-Bosne.
Trenutačno se natječu u košarkaškoj ligi Herceg-Bosne.

## Poznati igrači
Iz ovog su kluba potekli ovi poznati igrači:
- Jasmin Repeša
- Veljko Mršić
- Mario Primorac
- Ivica Jurković
- Draženko Blažević
- Drago Raguž[3]
- Marinko Erić[4][5]
- Ivica Obad
- Zoran Savić
- Toni Blažević
- Davor Maslać, vodio nekoliko generacija koji su osvajale naslov prvaka u juniorskim, kadetskim i mlađim kadetskim konkurencijama[2]
- Dragan Bender[nedostaje izvor]
- Jozo Brkić
- Marko Jagodić-Kuridža

## Poznati treneri
Klub su vodili ovi poznati treneri:
- Vjećeslav Tolj
- Dragan Višnjevac
- Hrvoje Vlašić

## Vanjske poveznice
- Službene stranice HKK Čapljina  Arhivirana inačica izvorne stranice od 18. veljače 2021. (Wayback Machine)